# Trachypauropus margaritaceus
Trachypauropus margaritaceus är en mångfotingart som beskrevs av Tömösváry 1883. Trachypauropus margaritaceus ingår i släktet Trachypauropus och familjen Eurypauropodidae. Inga underarter finns listade i Catalogue of Life.